# あさひかわラーメン村
あさひかわラーメン村（Asahikawa Ramen Village）は、北海道旭川市にある旭川ラーメンのフードテーマパーク。ショッピングセンター「パワーズ」内にある。

## 概要
旭川のラーメン文化を広く知ってもらうため、地元のラーメン愛好家らの企画により、旭川市の不動産活用会社株式会社富士管財が1996年（平成8年）にオープンした。現在は株式会社あさひかわラーメン村が運営する。
市内の有名ラーメン店8店と土産物店などで構成される。
外観の壁画は、北海道東海大学旭川校（当時）の学生によって「旭川・ラーメン・結・絆」をテーマに旭川市旭山動物園の動物たちが旭川の街並みを背景に川に見立てたラーメンを食べる姿を描いている。2006年（平成18年）には「麺結び」をテーマに恋愛の神様「麺恋天」と縁固めの神様「麺真大王」をご神体とする「あさひかわラーメン村神社」を開設した。
旭山動物園にも近く、大型バスが止められる駐車場があること等から団体客の人気も高く、近年はアジアを中心とした海外からの観光客が増加しており、年間来場者50万人弱のうち約2割を外国人観光客が占める。

## 施設

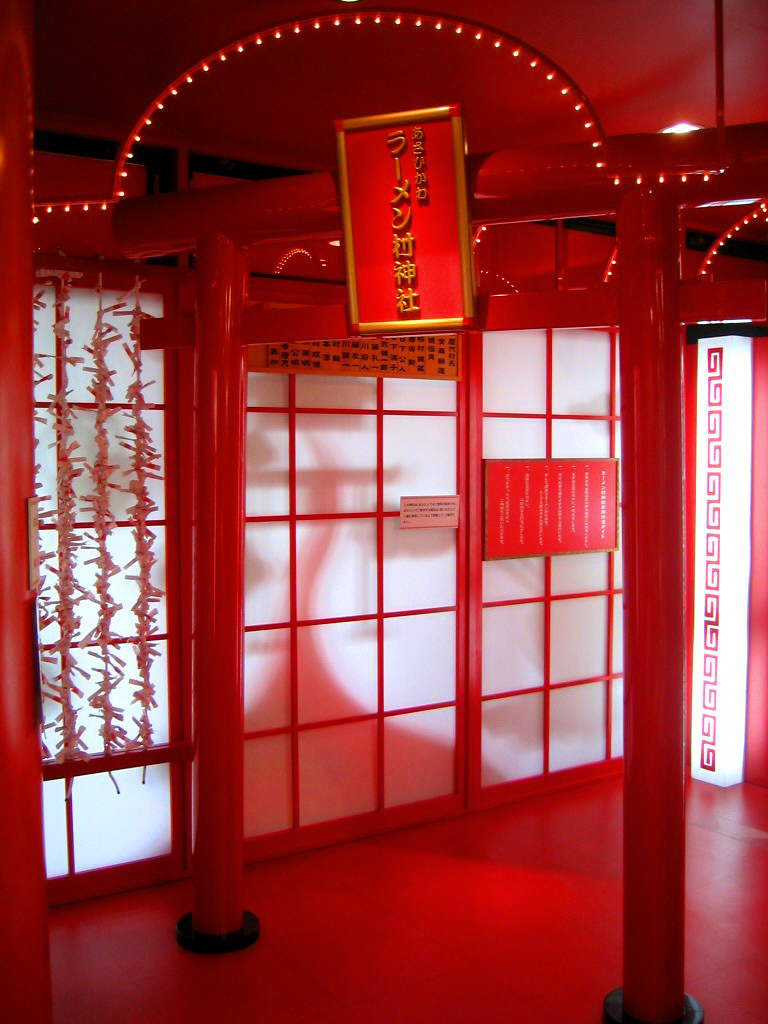
あさひかわラーメン村神社（2007年9月）

- ラーメン店
  - 青葉
  - いってつ庵
  - いし田
  - らーめんや天金
  - らーめん山頭火
  - さいじょう
  - 工房 加藤らーめん
  - 梅光軒
- お土産ショップ
- あさひかわラーメン村神社
- 休憩所

## アクセス
北海道道90号旭川環状線沿いに位置している。
- 道北バス「永山10条4丁目」バス停から徒歩約2分
- 北海道旅客鉄道（JR北海道）石北本線南永山駅より徒歩約10分
- 旭川市旭山動物園から車で約15分
- 北海道旅客鉄道（JR北海道）旭川駅から車で約20分
- 道央自動車道旭川鷹栖ICから車で約20分
- 旭川空港から車で約30分

## 参考資料
- “あさひかわラーメン村” (PDF). 2017年7月1日閲覧。